# Il maestro di cappella (Cimarosa)

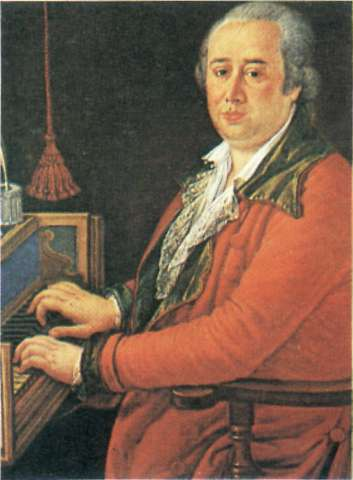
Imatge de Domenico Cimarosa, autor de la peça musical.

Il maestro di cappella és una òpera en un acte composta per Domenico Cimarosa. S'estrenà a Berlín el 2 de juliol de 1793.